# Кассандр (сын Иоллы)
Кассандр (др.-греч. Κάσσανδρος) — македонский аристократ IV века до н. э.
Кассандр родился в семье македонского аристократа Иоллы в городе Палиура. Предположительно он был старшим братом одного из наиболее влиятельных военачальников при Филиппе II и Александре Македонском Антипатра (родился в 399/398 или 397 годах до н. э.). Такой вывод Д. Грейнджер сделал на основании того, что дочь Антипатра Эвридика и внучка Кассандра Береника были ровесницами.
У Кассандра была по меньшей мере одна дочь Антигона. Её выдали замуж за Магаса, что можно рассматривать в качестве союза между двумя влиятельными родами в Македонии. От этого брака родилась по меньшей мере одна дочь, Береника I. Впоследствии она стала женой царя Египта Птолемея I, а её потомки египетскими царями династии Птолемеев.